# Intersection
Intersection（Intāsekushon，风格化为INTERSECTION）是一個男子组合，由4位日裔美籍成员組成：米卡、青山威廉、和马、慶怜，于2018年10月出道，2022年3月无限期停止活动。

## 经历
愛貝克思集團在對成員進行探查之後，於2015年提出了Intersection概念，並在成員具有多种血統的基礎上組建了該組合，以試圖打入國際音樂市場。首次亮相前，和马是《MEN'S NON-NO》獨家模特，也是哈佛大學學生，而青山威廉则是一名青少年奧林匹克游泳運動員。
2018年10月，他們發布了自己的數字出道單曲《Heart of Gold》。11月，发布单曲《Falling》。12月，发布单曲《Body Language》。2019年7月，发布单曲《You're the Reason》。同月，為改編動畫片献唱片尾曲《One Step Closer》。之後，他們于8月21日發行首張數字專輯《Intersection》，以《You're the Reason》作為主打曲目。2020年1月，为动画片第三季献唱片尾曲《New Page》。
2021年，組合成員米卡、和馬、慶怜參加了騰訊視頻偶像男團竞演养成类綜藝《創造營2021》。4月24日，米卡在總決賽中以INTO1組合成員的身份出道。
2022年5月13日，愛貝克思發佈新聞稿，宣布Intersection自同年3月31日起无限期停止組合活動，威廉及和马与avex的合约也同时结束。

## 成員
- 米卡
- 青山威廉（英語：William Aoyama）
- 和马
- 慶怜

## 音樂作品

### 專輯
| 標題         | 年份 | 專輯資料                                                    |
| Intersection | 2019 | - 發行：2019年8月21日 - 標籤：愛貝克思娛樂 - 格式：數位下載 |

### 單曲
| 標題                | 年份   | 專輯         |
| "Heart of Gold"     | 2018年 | Intersection |
| "Falling"           | 2018年 | Intersection |
| "Body Language"     | 2018年 | Intersection |
| "One Step Closer"   | 2019年 | Intersection |
| "You're the Reason" | 2018年 | Intersection |
| "One Step Closer"   | 2019年 | Intersection |